# Бомба (1893)
„Бомба“ е вестник на Вътрешната македоно-одринска революционна организация, издаван след 1893 година.
Печата се на литограф заедно с другите хектографски вестници на организацията „Въстаник“ и „На оръжие“.